# Уир, Джерри
Джеймс Биггэр "Джерри" Уир (англ. James Biggar "Jerry" Weir; 23 ноября 1851, Глазго, Шотландия — 22 декабря 1887, Австралия) — шотландский футболист, нападающий, выступавший за «Куинз Парк» и национальную сборную Шотландии. Участник первого официального международного футбольного матча.

## Биография
Джерри начал выступать за «Куинз Парк» в 1872 году: известно о его участии в мартовском матче кубка Англии против клуба «Уондерерс». Первый из своих известных голов Джерри забил 22 ноября 1873 года в игре Кубка Шотландии с «Истерн». Последняя игра нападающего состоялась 21 февраля 1880 года: он сыграл в победном финальном матче Кубка Шотландии против клуба «Торнлайбэнк». Всего в составе «пауков» Джерри провёл восемь сезонов, четырежды выиграв Кубок Шотландии.
Нападающий дебютировал за национальную сборную Шотландии в первом официальном международном футбольном матче с англичанами, состоявшемся 30 ноября 1872 года. В своей последней игре за национальную команду против сборной Уэльса Джерри отметился двумя забитыми мячами. Суммарно он провёл четыре матча за шотландскую сборную.
После ухода из футбола Джерри переехал в Австралию и участвовал в строительстве железной дороги. Он умер от брюшного тифа 22 декабря 1887 года.

## Статистика выступлений за сборную Шотландии
| Матчи и голы Уира за сборную Шотландии | Матчи и голы Уира за сборную Шотландии | Матчи и голы Уира за сборную Шотландии | Матчи и голы Уира за сборную Шотландии | Матчи и голы Уира за сборную Шотландии | Матчи и голы Уира за сборную Шотландии |
| №                                      | Дата                                   | Оппонент                               | Счёт                                   | Голы Уира                              | Соревнование                           |
| -------------------------------------- | -------------------------------------- | -------------------------------------- | -------------------------------------- | -------------------------------------- | -------------------------------------- |
| 1                                      | 30 ноября 1872                         | Англия                                 | 0:0                                    | -                                      | Товарищеский матч                      |
| 2                                      | 7 марта 1874                           | Англия                                 | 2:1                                    | -                                      | Товарищеский матч                      |
| 3                                      | 6 марта 1875                           | Англия                                 | 2:2                                    | -                                      | Товарищеский матч                      |
| 4                                      | 2 марта 1878                           | Уэльс                                  | 9:0                                    | 2                                      | Товарищеский матч                      |

Итого: 4 матча / 2 гола; 2 победы, 2 ничьи, 0 поражений.

## Достижения

### Командные
«Куинз Парк»
- Обладатель Кубка Шотландии (4): 1874, 1875, 1876, 1880